# Ron Ely
Ronald Pierce «Ron» Ely (Hereford, Texas, 21 de junio de 1938 - Los Álamos, California, 29 de septiembre de 2024) fue un actor estadounidense, popularmente conocido por haber interpretado a Tarzán en la serie televisiva del mismo nombre de los años 1960.

## Biografía
Nació en la ciudad de Hereford, 645 km al noroeste de Dallas (Texas). Se crio en la ciudad de Amarillo, 78 km al noreste, donde completó la escuela primaria y secundaria.
En 1959 se casó con su novia de la secundaria, Helen Janet Triplet. Ambos nativos de la ciudad de Hereford (Texas), permanecieron juntos apenas dos años, hasta 1961.
Tras divorciarse, estuvo temporalmente en pareja con las actrices Ursula Andress, Barbara Bouchet, Dyan Cannon y Britt Ekland.
En 1984 se casó con Valerie Lundeen, quien en 1981 había sido nombrada Miss Florida USA.Tuvieron tres hijos: Kirsten, Kaitland y Cameron.
El 15 de octubre de 2019, después de una llamada al 911 a la policía, Valerie Lundeen fue encontrada asesinada de múltiples puñaladas en la comunidad residencial Hope Ranch en la costa de Santa Bárbara (California) donde vivía la pareja; Ely resultó ileso.
La policía fue llamada a la escena por un «disturbio familiar», y un sospechoso identificado como el hijo de la pareja, Cameron Ely, fue abatido a tiros por la policía en un dudoso procedimiento.
El 23 de octubre de 2024, su hija Kirsten anunció que Ron Ely había fallecido en su casa (de ella) en la ciudad de Los Álamos, 225 km al noroeste de Los Ángeles (California), varias semanas antes, el 29 de septiembre de 2024, a la edad de 86 años.

## Carrera como actor
A mediados de los años 1950, se matriculó en la Universidad de Texas, pero pronto se fue a California. Después de haber filmado con 20th Century Fox a finales de 1950, Ely apareció en pequeños papeles en cine y televisión, como las películas South Pacific y The notable Mr. Pennypacker y la serie de televisión How to marry a millionaire (1957-1959).
En 1960 fue lanzado en la serie de la CBS The Aquanauts, pero el espectáculo se canceló después de solo una temporada de 32 episodios. Posteriormente siguió con varias películas más, pero su gran oportunidad llegó en 1966, cuando fue lanzado en el papel de Tarzán para la serie de televisión del mismo nombre.
Algunas películas en las cuales interpretó a Tarzan son Tarzán, rebelión en la jungla, Tarzán y las montañas de la Luna y Tarzan and the perils of Charity Jones. 
En 1968 hizo Tarzan's and the Four O'Clock Army, y su última aparición como Tarzán fue en 1970 con Tarzan's deadly silence.
Se había retirado de la actuación en 2001, pero en 2014 volvió a actuar con una aparición en la película para televisión Expecting Amish.

## Carrera como escritor
Se embarcó en una carrera profesional como escritor y es autor de dos novelas de misterio publicadas sobre el personaje del investigador privado Jake Sands: Night Shadows (1994) y East Beach (1995).